# När mörkret faller (musikalbum)
När mörkret faller är ett musikalbum från 2006 med den svenska sångerskan Py Bäckman.

## Låtförteckning
| Nr  | Titel                           | Låtskrivare              | Längd |
| --- | ------------------------------- | ------------------------ | ----- |
| 1.  | "Oh mamma"                      | Py Bäckman               | 4:33  |
| 2.  | "Den gudarna älskar"            | Py Bäckman               | 5:10  |
| 3.  | "Jag var fel"                   | Py Bäckman               | 4:35  |
| 4.  | "Tro på en himmel"              | Py Bäckman               | 3:39  |
| 5.  | "Min ängel i radion"            | Py Bäckman               | 4:37  |
| 6.  | "Ingenmansland"                 | Py Bäckman               | 3:55  |
| 7.  | "Kär i kärlek"                  | Py Bäckman               | 3:01  |
| 8.  | "Om Gud har givit upp sin plan" | Py Bäckman, Lars Finberg | 4:35  |
| 9.  | "När helvetet blir kallt"       | Py Bäckman, Lars Finberg | 3:56  |
| 10. | "Jag ska minnas Lucy"           | Py Bäckman, Lars Finberg | 5:09  |
| 11. | "Arleen"                        | Py Bäckman, Lars Finberg | 3:44  |
| 12. | "När mörkret faller"            | Py Bäckman               | 5:05  |

## Listplaceringar
| Lista (2006) | Topplacering |
| ------------ | ------------ |
| Sverige      | 48           |